# HK Sotji
HK Sotji (russisk: ХК Сочи) er en professionel russisk ishockeyklub fra Sotji, der blev grundlagt og optaget i den Kontinentale Hockey-Liga i 2014.

## Historie
Klubben blev stiftet i 2014 for at kunne udnytte ishockeyarenaen Bolsjoj Sportspalads, der var blev opført i Sotji til de olympiske vinterlege i 2014, og den 30. april 2014 vedtog KHL's bestyrelse at optage klubben i den Kontinentale Hockey-Liga. Umiddelbart derefter begyndte man at sammensætte en spillertrup, og de første kontrakter blev underskrevet i maj 2014.
Den 23. maj 2014 blev det offentliggjort, at Detroit Red Wings' center-spiller Cory Emmerton havde skrevet kontrakt med HK Sotji for sæsonen 2014-15 i KHL, hvilket gjorde ham til den første import-spiller i klubbens historie. Den 17. juni 2014 deltog HK Sotji, sammen med HK Lada, i den anden expansion draft i KHL's historie, hvor tre spillere blev valgt. Klubben overtog rettighederne til Artjom Sedunov fra Amur Khabarovsk, Jefim Gurkin fra Salavat Julajev Ufa og Aleksandr Sjevtjenko fra Admiral Vladivostok, og som erstatning modtog de afgivende klubber en økonomisk kompensation.

### 2014-15
HK Sotji spillede sin første kamp nogensinde den 9. august 2014. Det var en træningskamp mod HK Kuban fra VHL, som klubben havde lavet en partnerskabsaftale med. Klubben debuterede i KHL den 6. september 2014, hvor SKA Sankt Petersborg på udebane var den første modstander, og Sotjis første målscorer i KHL blev Andrej Pervysjin, der fandt SKA-målet blot to minutter inde i debutkampen, der dog blev tabt med 2-3. Klubben opnåede sin første sejr i KHL i dens tredje kamp, da den på udebane besejrede Dinamo Riga med 2-1 den 10. september 2014. Den første KHL-hjemmekamp blev spillet den 15. september 2014, hvor hjemmepublikummet blev forkælet med en sejr på 6-3 over Avtomobilist Jekaterinburg. I udekampen mod Amur Khabarovsk den 17. oktober 2014 registrerede klubben sit første shutout med en 2-0-sejr. Jevgenij Lapenkov blev den første spiller i klubbens historie, der scorede hattick, i 6-4-hjemmesejren over HK Atlant den 12. januar 2015. I klubbens første KHL-sæson endte HK Sotji på femtepladsen i Tarasov-divisionen og kvalificerede sig dermed til slutspillet om Gagarin-pokalen. I dets første slutspilsserie tabte holdet imidlertid med 0-4 i kampe til CSKA Moskva. Den følgende sæson forbedrede holdet sig til en samlet fjerdeplads i Vest-konferencen men tabte igen i første runde af slutspillet, denne gang til Dynamo Moskva, igen med 0-4 i kampe.
Det samlede tilskuertal for HK Sotjis hjemmekampe var 242.155. Sæsonens højste tilskuertal blev registreret i grundspilskampen mod CSKA Moskva den 22. februar 2015, hvor 11.064 fyldte tilskuerrækkerne i Bolsjoj Sportspalads. Det gennemsnitlige tilskuertal (inkl. slutspilskampe) var 7.567.

### 2015-16
Tekst mangler, hjælp os med at skrive teksten

### 2016-17
Tekst mangler, hjælp os med at skrive teksten

### 2017-18
Tekst mangler, hjælp os med at skrive teksten

### 2018-19
Tekst mangler, hjælp os med at skrive teksten

### 2019-20
Tekst mangler, hjælp os med at skrive teksten

### 2020-21
Tekst mangler, hjælp os med at skrive teksten

### 2021-22
Tekst mangler, hjælp os med at skrive teksten

### 2022-23
Tekst mangler, hjælp os med at skrive teksten

### Øvrige aktiviteter

#### Sochi Hockey Open
I august 2016 blev den første udgave af den åbne ishockeyturnering, Sochi Hockey Open, afholdt. Ud over værtsklubben deltog CSKA Moskva, SKA Sankt Petersborg og Ruslands olympiske hold. Året efter blev turneringen mere repræsentativ, hvor SKA Sankt Petersborg, Metallurg Magnitogorsk, kinesiske Kunlun Red Star, Ruslands OL-hold og Canada udgjorde deltagerfeltet. Siden da har turneringen opbygget et stærkt brand i ligaen.

#### Sochi Junior Hockey Camp
I sommeren 2017 blev den første junior-camp afholdt, hvor bl.a. Nolan Howe (legende Gordie Howes søn) og hans assistent, Mike Asselin arbejdede med børnene. Campen afholdes af Sotji HK, som stiller alle de professionelle spilleres faciliteter til rådighed for juniorerne, herunder KHL-holdets omklædningsrum, fitness center, cateringafdelingen, servicemedarbejderne, sunhedspersonale og tøjvask.

#### Sportsskole
I 2019 åbnes klubben sin egen sportsskole, hvor de første elever var børn født i 2012 og 2013. Fem årgange går på HK Sotjis Ungdomssportsskole.

## Titler og medaljer

### Nationale turneringer
- Ingen

### Internationale turneringer
- Ingen.

## Sæsoner

### KHL (2014-)
| KHL     | KHL       | KHL       | KHL       | KHL       | KHL       | KHL       | KHL       | KHL       | KHL       | KHL                                               |
| Sæson   | Grundspil | Grundspil | Grundspil | Grundspil | Grundspil | Grundspil | Grundspil | Grundspil | Grundspil | Slutspil                                          |
| Sæson   | Division  | Plac.     | K         | V         | Vo        | To        | T         | Målscore  | Point     | Slutspil                                          |
| ------- | --------- | --------- | --------- | --------- | --------- | --------- | --------- | --------- | --------- | ------------------------------------------------- |
| 2014-15 | Tarasov   | 5/7       | 60        | 23        | 5         | 9         | 23        | 164-170   | 88        | Konferencekvartfinalist (CSKA Moskva 0-4)         |
| 2015-16 | Tarasov   | 3/7       | 60        | 30        | 4         | 10        | 16        | 175-149   | 108       | Konferencekvartfinalist (Dynamo Moskva 0-4)       |
| 2016-17 | Tarasov   | 6/7       | 60        | 24        | 7         | 2         | 27        | 139-145   | 88        | Ikke kvalificeret                                 |
| 2017-18 | Tarasov   | 4/7       | 56        | 22        | 7         | 7         | 20        | 130-138   | 87        | Konferencekvartfinalist (Jokerit 1-4)             |
| 2018-19 | Tarasov   | 3/6       | 62        | 19        | 9         | 10        | 24        | 145-155   | 66        | Konferencekvartfinalist (Lokomotiv Jaroslavl 2-4) |
| 2019-20 | Tarasov   | 5/6       | 62        | 15        | 10        | 9         | 28        | 124-164   | 59        | Ikke kvalificeret                                 |
| 2020-21 | Bobrov    | 6/6       | 60        | 12        | 2         | 9         | 37        | 121-202   | 37        | Ikke kvalificeret                                 |
| 2021-22 | Bobrov    | 6/6       | 48        | 13        | 5         | 5         | 25        | 111-133   | 41        | Ikke kvalificeret                                 |
| 2022-23 | Bobrov    | 5/5       | 68        | 9         | 2         | 10        | 47        | 142-254   | 32        | Ikke kvalificeret                                 |

## Trænere
Tekst mangler, hjælp os med at skrive teksten